# Żabowa (przystanek kolejowy)
Żabowa – nieczynny przystanek koszalińskiej kolei wąskotorowej w Żabowie, w województwie zachodniopomorskim, w Polsce.
Został zlikwidowany przed rokiem 1959.